# Teresa Palmer
Teresa Mary Palmer, född 26 februari 1986 i Adelaide, South Australia, Australien, är en australisk skådespelare och modell.

## Filmografi i urval
| År   | Titel                                  | Roll              | Anmärkning               |
| ---- | -------------------------------------- | ----------------- | ------------------------ |
| 2005 | Wolf Creek                             | Pool Party People |                          |
| 2006 | 2:37                                   | Melody            |                          |
| 2006 | The Grudge 2 - Förbannelsen fortsätter | Vanessa           |                          |
| 2006 | Ravenswood                             | Dale              |                          |
| 2007 | December Boys                          | Lucy              |                          |
| 2008 | Restraint                              | Dale              |                          |
| 2008 | Bedtime Stories                        | Violet Nottingham |                          |
| 2010 | Trollkarlens lärling                   | Becky Barnes      |                          |
| 2011 | I Am Number Four                       | Number Six        |                          |
| 2011 | Take Me Home Tonight                   | Tori Frederking   |                          |
| 2011 | Wish You Were Here                     | Steph McKinney    |                          |
| 2011 | Bear                                   | Emelie            | Kortfilm                 |
| 2011 | Quirky Girl                            | Claire            | Kortfilm                 |
| 2013 | Warm Bodies                            | Julie Grigio      |                          |
| 2013 | Love and Honor                         | Candace           |                          |
| 2014 | Parts Per Billion                      | Anna              |                          |
| 2014 | Kill Me Three Times                    | Lucy Webb         |                          |
| 2014 | Cut Bank                               | Cassandra Steeley |                          |
| 2014 | The Ever After                         | Ava               | även producent och manus |
| 2015 | Point Break                            | Anna              |                          |
| 2015 | Knight of Cups                         | Karen             |                          |
| 2016 | Triple 9                               | Michelle Allen    |                          |
| 2016 | Lights Out                             | Rebecca           |                          |
| 2016 | Hacksaw Ridge                          | Dorothy Schutte   |                          |
| 2017 | Berlin Syndrome                        | Clare Havel       |                          |
| 2019 | The Place of No Words                  | Teresa            | även producent           |
| 2019 | Ride Like a Girl                       | Michelle Payne    |                          |
| 2024 | The Fall Guy                           | Iggy Starr        |                          |